# Uzbekistán en los Juegos Olímpicos de Turín 2006
Uzbekistán estuvo representado en los Juegos Olímpicos de Turín 2006 por cuatro deportistas, dos hombres y dos mujeres, que compitieron en dos deportes.
El portador de la bandera en la ceremonia de apertura fue el esquiador alpino Kayrat Ermetov. El equipo olímpico uzbeko no obtuvo ninguna medalla en estos Juegos.